# ریزگرد جنوب شرق آسیا

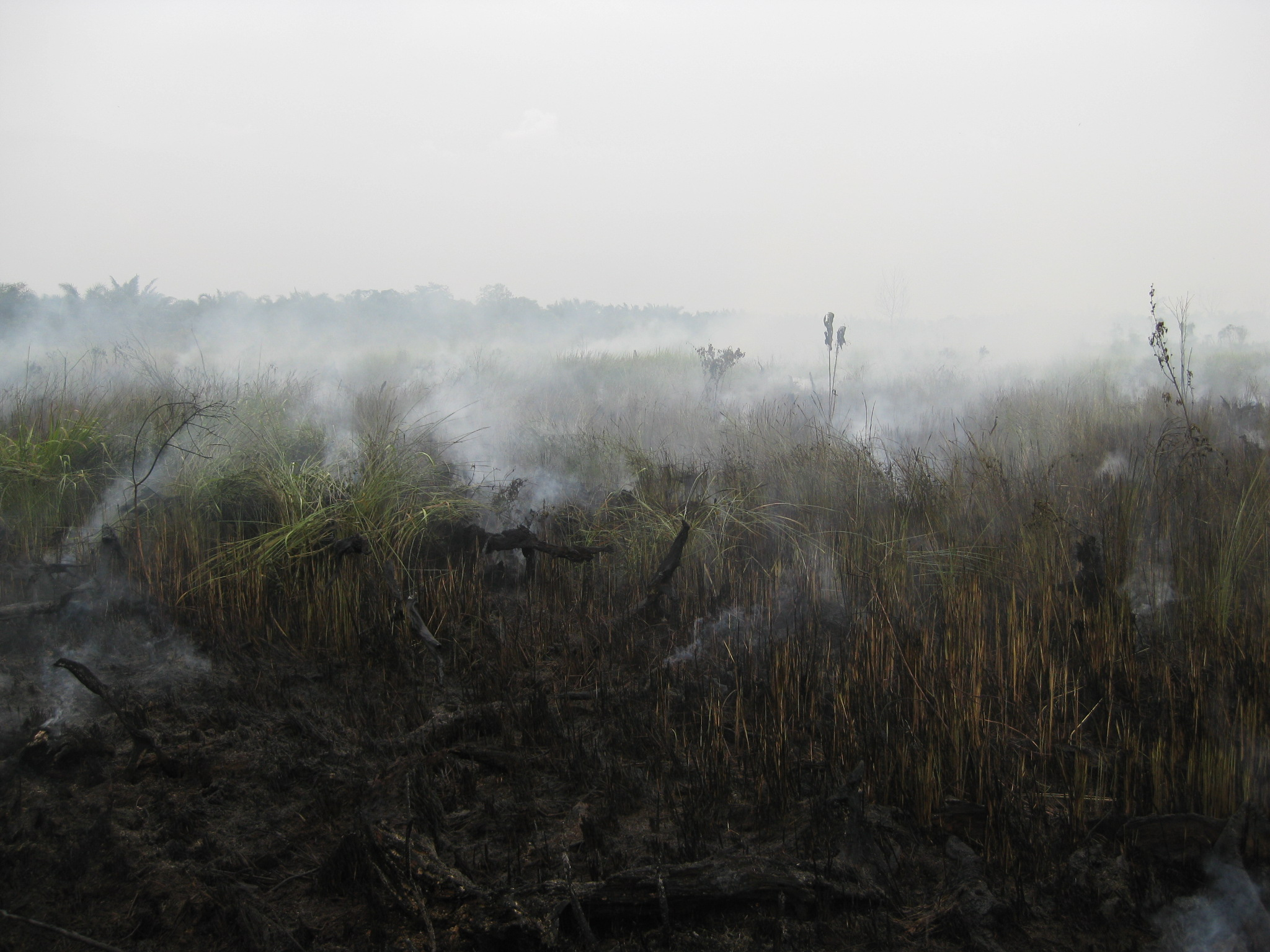
آتش‌سوزی برگ و گیاهان پوسیده در نزدیکی منطقهٔ جنگلی حفاظت شده راجا موسادر سلانگور، مالزی (۲۰۱۳). آتش در زیر سطحی است که برگ و گیاهان پوسیده به آرامی در حال سوختن هستند

ریزگرد جنوب شرق آسیا یک مشکل آلودگی هوا فرامرزی عود کننده مرتبط با آتش‌سوزی است. هنگام رخدادهای ریزگرد، کیفیت هوا که به علت افزایش غلظت آلودگی ذرات معلق در هوا، ناشی از زیست‌توده، به سطوح خطرناکی می‌رسد، باعث اثرات مخرب زیست‌محیطی و اقتصادی و ایجاد عوارض جانبی روی سلامتی انسان‌ها در چند کشور جنوب شرقی آسیا گردیده است. علت این مشکل در درجهٔ اول، بریدن و سوزاندن جنگل‌ها و اراضی است، که هر ساله در فصل خشک در اندازه‌های مختلفی زبانه می‌کشد، و به‌طور کلی در بین ماه‌های ژوئیه و اکتبر و در دوران ظاهر شدن ال نینو، بدترین حالت آن اتفاق می‌افتد. رخدادهای ریزگرد فرامرزی که از سال ۱۹۷۲ ثبت گردیده است، نشان می‌دهد که سالهای ۱۹۹۷ و ۲۰۱۵، شدیدترین حالت این رویداد بوده است.